# Zitronenhaie
Die Zitronenhaie (Negaprion) sind bis zu 3 Meter große, gelblich-braune, kräftige Haie, deren 2. Rückenflosse, im Unterschied zu den meisten anderen Haien, beinahe dieselbe Größe wie die 1. Rückenflosse hat. Die Tiere haben große Augen mit einer Schnauze, welche kürzer als die Breite des Mauls ist.

## Arten
Die Gattung der Zitronenhaie umfasst zwei Arten:
- Der Sichelflossen-Zitronenhai (Negaprion acutidens), auch Pazifischer Zitronenhai genannt, unterscheidet sich von seinem Verwandten durch die deutlich sichelförmigen Rückenflossen, Brust- und Bauchflossen.

Er lebt im westlichen Pazifik (Indonesien, Neuguinea, Australien, Neukaledonien, Philippinen, Palau, Marshall-Inseln, Tahiti) und im westlichen Indischen Ozean (Südafrika, Mauritius, Pakistan, Indien, Thailand, Rotes Meer) in Ufernähe, bis in eine Tiefe von ca. 30 m. Diese Art bevorzugt Buchten, Ästuarien und andere flache Regionen. Der Hai schwimmt meist sehr langsam und wurde auch ruhend beobachtet.
- Der Zitronenhai (Negaprion brevirostris), auch Atlantischer Zitronenhai genannt, unterscheidet sich von seinem Verwandten durch seinen weißen Bauch.

Er lebt im westlichen und im östlichen Atlantik. Außerdem kommt der Zitronenhai im östlichen Pazifik von der südlichen Baja California bis Ecuador vor. Am häufigsten wird er in der Region der Karibik an Küsten beobachtet und kann auch kurzfristig Süßwasser ertragen. Der nachtaktive Hai wurde bis in einer Tiefe von 90 m gesichtet.

## Fortpflanzung
Beide Arten sind lebendgebärend und haben eine aus dem Dottersack entwickelte Plazenta. Nach einer Schwangerschaft von 10 – 12 Monaten werden bis zu 14, zwischen 50 und 70 cm große Jungtiere geboren.
Beide Arten gelten für Menschen als potenziell gefährlich.

## Sonstiges
Dem Zitronenhai wurde ein Musikstück der Wattenscheider Punkband "Die Kassierer" auf ihrer CD "Physik" gewidmet.